# Agua Zarca, Chilapa de Álvarez
Agua Zarca är en ort i Mexiko.   Den ligger i kommunen Chilapa de Álvarez och delstaten Guerrero, i den södra delen av landet, 200 km söder om huvudstaden Mexico City. Agua Zarca ligger 1 381 meter över havet och antalet invånare är 551.
Terrängen runt Agua Zarca är huvudsakligen kuperad, men norrut är den bergig. Agua Zarca ligger nere i en dal. Runt Agua Zarca är det ganska glesbefolkat, med 42 invånare per kvadratkilometer. Närmaste större samhälle är Chilapa de Alvarez, 3,4 km väster om Agua Zarca. I omgivningarna runt Agua Zarca växer huvudsakligen savannskog.